# Hard Promises
Hard Promises es el cuarto álbum de estudio del grupo estadounidense Tom Petty and the Heartbreakers, publicado por la compañía discográfica Backstreet Records en mayo de 1981.

## Historia
El álbum, cuyo título original iba a ser Benmont's Revenge en referencia al teclista del grupo, Benmont Tench, incluyó la colaboración de invitados como Stevie Nicks, vocalista de Fleetwood Mac, en "Insider". The Heartbreakers también grabaron la canción "Stop Draggin' My Heart Around" para el álbum de Nicks Bella Donna. 
Hard Promises fue el segundo álbum de Petty con la compañía Backstreet Records. Su publicación fue retrasada debido a diferencias entre Petty y su distribuidora, MCA Records, en relación con el precio del álbum. El disco iba a ser la siguiente publicación de MCA con un nuevo precio a 9,98 dólares, siguiendo al álbum de Steely Dan Gaucho y a la banda sonora Xanadu de Olivia Newton-John y Electric Light Orchestra. Este precio era un dólar superior al habitual precio de los vinilos, de 8,98 dólares, a lo que Petty puso objeciones con protestas en la prensa y convirtiendo el tema en una causa popular entre los aficionados a la música. MCA decidió al final ir en contra de la subida de precios.
Durante la grabación del álbum, estaba programado que John Lennon usara el mismo estudio de forma simultánea. Petty tenía ganas de conocerlo cuando llegara. Sin embargo, la reunión nunca ocurrió, dado que Lennon fue asesinado en diciembre de 1980 antes de que Petty pudiese conocerlo. Como tributo a una de sus principales influencias, Petty decidió grabar WE LOVE YOU JL en la copia maestra del álbum, una leyenda que puede verse en la primera impresión del álbum en vinilo.

## Lista de canciones
Todas las canciones escritas y compuestas por Tom Petty excepto donde se anota. 
| Cara A |                                 |                          |          |  |
| N.º    | Título                          | Escritor(es)             | Duración |  |
| 1.     | «The Waiting»                   |                          | 3:58     |  |
| 2.     | «A Woman in Love (It's Not Me)» | Tom Petty, Mike Campbell | 4:22     |  |
| 3.     | «Nightwatchman»                 | Tom Petty, Mike Campbell | 3:59     |  |
| 4.     | «Something Big»                 |                          | 4:44     |  |
| 5.     | «Kings Road»                    |                          | 3:27     |  |

| Cara B |                                  |                          |          |  |
| N.º    | Título                           | Escritor(es)             | Duración |  |
| 1.     | «Letting You Go»                 |                          | 3:24     |  |
| 2.     | «A Thing About You»              |                          | 3:33     |  |
| 3.     | «Insider»                        |                          | 4:23     |  |
| 4.     | «The Criminal Kind»              |                          | 4:00     |  |
| 5.     | «You Can Still Change Your Mind» | Tom Petty, Mike Campbell | 4:15     |  |

## Personal
Tom Petty & The Heartbreakers
- Tom Petty: voz, guitarra rítmica, guitarra de doce cuerdas, guitarra eléctrica, bajo y piano
- Mike Campbell: guitarra eléctrica, autoarpa, acordeón, armonio y bajo
- Benmont Tench: órgano, piano y coros
- Ron Blair: bajo
- Stan Lynch: batería y coros

Otros músicos
- Phil Jones: percusión
- Stevie Nicks: coros en "Insider" y "You Can Still Change Your Mind"
- Donald "Duck" Dunn: bajo en "A Woman in Love"
- Sharon Celani: coros en "You Can Still Change Your Mind"
- Alan "Bugs" Weidel: piano en "Nightwatchman"

## Posición en listas
| País           | Lista                   | Posición |
| -------------- | ----------------------- | -------- |
| Estados Unidos | Billboard 200           | 5        |
| Nueva Zelanda  | New Zealand Music Chart | 1        |
| Suecia         | Swedish Albums Chart    | 22       |